# Міллієт
Міллієт (тур. Milliyet) — часопис (Туреччина). Рік заснування — 1950.
Належить: Doğan Media Group.